# Olympische Sommerspiele 1948/Leichtathletik – 4 × 100 m (Männer)

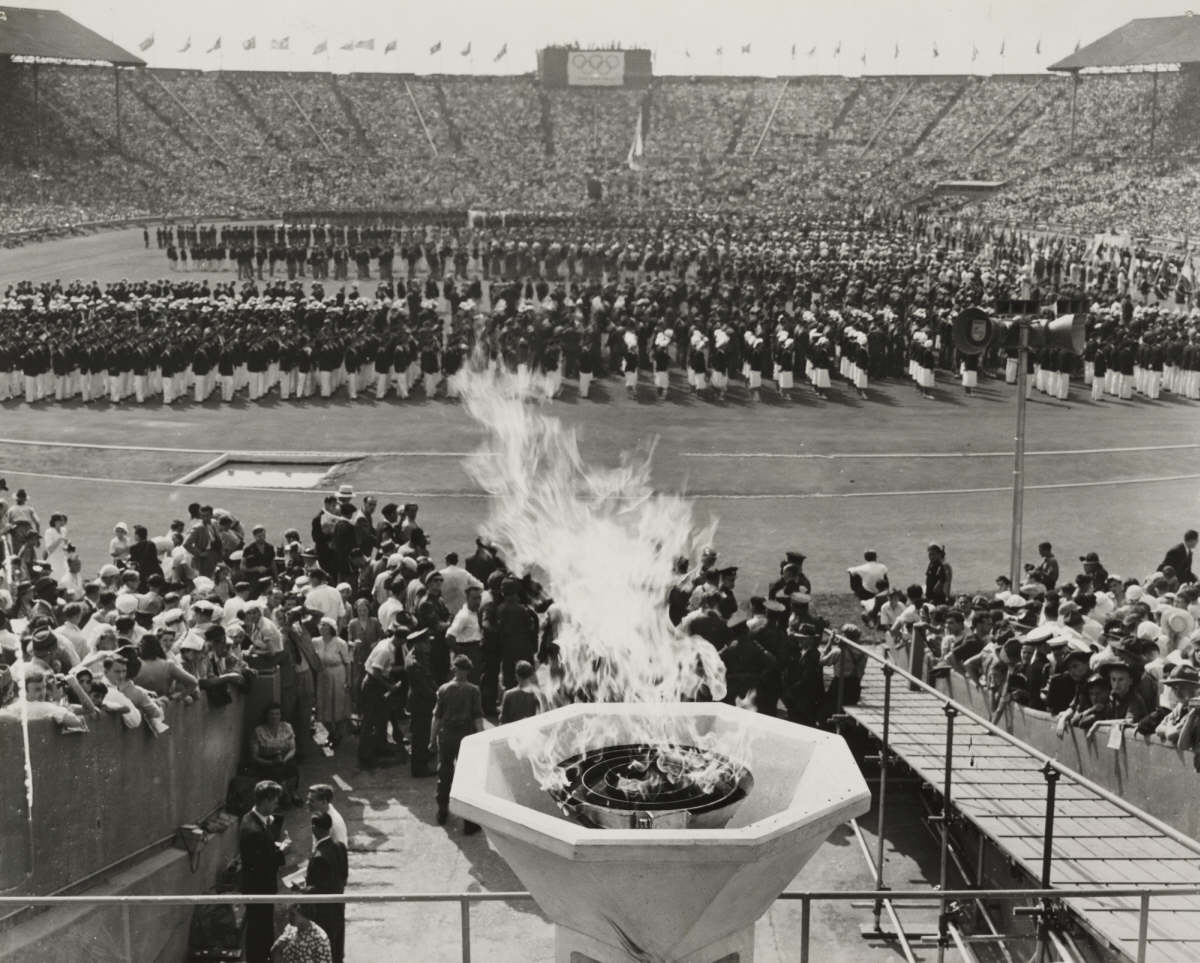
Eröffnungsfeier bei den Olympischen Spielen in London

Die 4-mal-100-Meter-Staffel der Männer bei den Olympischen Spielen 1948 in London wurde am 6. und 7. August 1948 im Wembley-Stadion ausgetragen. In fünfzehn Staffeln nahmen sechzig Athleten nahmen teil.
Die US-amerikanische Staffel gewann die Goldmedaille in der Besetzung Barney Ewell, Lorenzo Wright, Harrison Dillard und Mel Patton.

Silber ging an das britische Team mit Jack Archer, John Gregory, Alastair McCorquodale und Ken Jones.

Bronze errang Italien (Enrico Perucconi, Antonio Siddi, Carlo Monti, Michele Tito).

## Bestehende Rekorde
| Weltrekord         | 39,8 s | USA (Jesse Owens, Ralph Metcalfe, Foy Draper, Frank Wykoff) | Finale OS Berlin. Deutsches Reich | 8. August 1936 |
| Olympischer Rekord | 39,8 s | USA (Jesse Owens, Ralph Metcalfe, Foy Draper, Frank Wykoff) | Finale OS Berlin. Deutsches Reich | 8. August 1936 |

Der bestehende Olympiarekord – gleichzeitig Weltrekord – wurde bei diesen Spielen nicht erreicht. Im schnellsten Rennen, dem Finale, verfehlte das siegreiche US-Team den Rekord um acht Zehntelsekunden.

## Durchführung des Wettbewerbs
Am 6. August fanden drei Vorläufe statt. Die jeweils zwei besten Staffeln – hellblau unterlegt – qualifizierten sich für das Finale am 7. August.

## Vorläufe
6. August 1948, 16:00 Uhr

### Vorlauf 1
| Platz | Name      | Nation                                                   | Offiz. hand- gestoppte Zeit | Inoffiz. elek- tronische Zeit |
| ----- | --------- | -------------------------------------------------------- | --------------------------- | ----------------------------- |
| 1     | USA       | Barney Ewell Lorenzo Wright Harrison Dillard Mel Patton  | 41,1 s                      | 41,20 s                       |
| 2     | Italien   | Michele Tito Enrico Perucconi Carlo Monti Antonio Siddi  | 41,3 s                      | 41,31 s                       |
| 3     | Brasilien | Rosalvo Ramos Hélio da Silva Aroldo da Silva Ivan Hausen | 42,4 s                      | k. A.                         |
| DSQ   | Türkei    | Kemal Aksur Erdal Barkay Raşit Öztaş Ruhi Sarıalp        |                             |                               |

### Vorlauf 2
| Platz | Staffel        | Besetzung                                                          | Zeit   |
| ----- | -------------- | ------------------------------------------------------------------ | ------ |
| 1     | Großbritannien | Alastair McCorquodale John Gregory Ken Jones John Archer           | 41,4 s |
| 2     | Ungarn         | Ferenc Tima László Bartha György Csányi Béla Goldoványi            | 41,4 s |
| 3     | Australien     | Bill Bruce John Bartram Morris Curotta John Treloar                | 41,5 s |
| 4     | Uruguay        | Mario Fayos Juan López Walter Pérez Hércules Azcune                | 42,8 s |
| 5     | Bermuda        | Hazzard Dill Perry Johnson Stanley Lines Frank Mahoney             | 45,4 s |
| DNF   | Belgien        | Fernand Bourgaux Pol Braekman Fernand Linssen Isidoor Van De Wiele |        |

### Vorlauf 3
| Platz | Staffel     | Besetzung                                                                 | Zeit   |
| ----- | ----------- | ------------------------------------------------------------------------- | ------ |
| 1     | Niederlande | Jan Lammers Jan Meijer Gabe Scholten Jo Zwaan                             | 41,7 s |
| 2     | Kanada      | Don McFarlane James O’Brien Donald Pettie Ted Haggis                      | 42,3 s |
| 3     | Argentinien | Gerardo Bönnhoff Alberto Biedermann Carlos Isaac Fernando Lapuente        | 42,4 s |
| 4     | Island      | Ásmundur Bjarnason Finnbjörn Þorvaldsson Trausti Eyjólfson Haukur Clausen | 42,9 s |
| DNF   | Frankreich  | Alain Porthault Marc Litaudon Julien Lebas René Valmy                     |        |

## Finale
7. August 1948, 15.30 Uhr
| Platz | Name           | Nation                                                   | Offiz. hand- gestoppte Zeit | Inoffiz. elek- tronische Zeit |
| ----- | -------------- | -------------------------------------------------------- | --------------------------- | ----------------------------- |
| 1     | USA            | Barney Ewell Lorenzo Wright Harrison Dillard Mel Patton  | 40,6 s                      | 40,70 s                       |
| 2     | Großbritannien | Alastair McCorquodale John Gregory Ken Jones John Archer | 41,3 s                      | 41,41 s                       |
| 3     | Italien        | Michele Tito Enrico Perucconi Carlo Monti Antonio Siddi  | 41,5 s                      | 41,71 s                       |
| 4     | Ungarn         | Ferenc Tima László Bartha György Csányi Béla Goldoványi  | 41,6 s                      | 41,90 s                       |
| 5     | Kanada         | Don McFarlane James O’Brien Donald Pettie Ted Haggis     | 41,9 s                      | 41,92 s                       |
| 6     | Niederlande    | Jan Lammers Jan Meijer Gabe Scholten Jo Zwaan            | 41,9 s                      | 41,97 s                       |

Die US-Mannschaft galt als Favorit. Allerdings musste ein Wechsel in der Besetzung vorgenommen werden. Der eigentlich für den Einsatz vorgesehene Edward Conwell war an Asthma erkrankt und wurde durch Lorenzo Wright ersetzt. Der Finalsieg der US-Staffel wurde erst drei Tage später offiziell bestätigt. Zuerst war eine Disqualifikation auf Grund eines Wechselfehlers (Barney Ewell auf Lorenzo Wright) erfolgt. Nach Studium von Filmaufnahmen des Rennens wurde die Disqualifikation jedoch zurückgenommen, da der Wechsel innerhalb der Wechselzone geschehen war und somit keinen Regelverstoß darstellte.
Der Sieg der US-Staffel war der sechste Sieg in Folge im siebten Rennen.

## Video
- Team USA Sprints To 4x100m Rellay Olympic Gold - London 1948 Olympics, youtube.com, abgerufen am 24. Juli 2021